# Renato Veiga
Renato Veiga (Lissabon, 29 juli 2003) is een Portugees voetballer die doorgaans speelt als linksachter. Hij speelde in de jeugdopleiding van Sporting CP en kwam uit voor FC Augsburg en FC Basel, voordat hij in augustus 2024 voor £ 12 miljoen overstapte naar Chelsea FC, dat hem in januari 2025 verhuurde aan Juventus FC. Veiga debuteerde in 2024 in het Portugees voetbalelftal, waarmee hij in 2025 de UEFA Nations League won. Hij is een zoon van de voormalig Kaapverdisch voetballer Nélson Veiga.

## Clubcarrière

### Sporting CP en verhuur aan FC Augsburg
Veiga begon te voetballen in de jeugdopleiding van Omonia Nicosia. Vanaf 2010 speelde hij in de jeugdopleiding van Sporting CP, onderbroken met perioden in Marokko en bij Real SC. Op 3 juli 2020 ondertekende hij bij Sporting CP een profcontract. Hij debuteerde in september 2020 in het B-elftal van de club, waarmee hij later speelde in Liga 3. Veiga zat voor het eerst in de wedstrijdselectie van het eerste elftal voor de uitwedstrijd tegen Manchester City in de UEFA Champions League op 9 maart 2022. Hij werd op 31 januari 2023 voor de rest van het kalenderjaar verhuurd aan FC Augsburg met een optie tot koop. Hij debuteerde op 11 februari 2023, bij een 3–1 nederlaag tegen FSV Mainz in de Bundesliga. Veiga kwam dat seizoen tot dertien optredens voor FC Augsburg. Op 15 augustus 2023 besloot FC Augsburg de huurperiode echter vroegtijdig te beëindigen.

### FC Basel
Op 28 augustus 2023 werd bekendgemaakt dat Veiga een vierjarig contract ondertekende bij FC Basel, waar hij zou spelen met rugnummer 40. Hij scoorde bij zijn debuut uit een vrije trap voor FC Basel op 3 september 2023 in het competitieduel met FC Zürich (2–2). Op 11 februari 2024 werd hij van het veld gestuurd met een directe rode kaart in de met 1–0 gewonnen competitiewedstrijd tegen St. Gallen. Veiga benutte op 28 februari 2024 zijn strafschop in een penaltyserie in de kwartfinales van de Zwitserse beker. Desondanks werd FC Basel uitgeschakeld door FC Lugano.

### Chelsea FC
Veiga ondertekende op 12 juli 2024 een zevenjarig contract bij Chelsea FC, dat £ 12 miljoen voor hem betaalde aan FC Basel. Hij debuteerde voor Chelsea FC in het met 0–2 verloren duel tegen Manchester City in de Premier League op 18 augustus 2024. Hij kwam binnen de lijnen als vervanger van Marc Cucurella. Veiga maakte vier dagen later zijn debuut in het internationale clubvoetbal, als bassispeler tegen Servette FC in de play-offronde van de UEFA Conference League (2–0 winst). In de competitiefase van die competitie maakte hij op 3 oktober 2024 zijn eerste doelpunt voor Chelsea FC; het openingsdoelpunt bij een 4–2 zege op KAA Gent. In de Premier League kwam Veiga echter weinig aan spelen toe. Hij werd in januari 2025 in verband gebracht met een overstap naar Borussia Dortmund.

#### Verhuur aan Juventus FC
Op 27 januari 2025 werd bekendgemaakt dat Veiga door Chelsea FC voor het restant van het seizoen werd verhuurd aan Juventus FC. Voor deze club debuteerde hij op 2 februari 2025, als bassispeler in het met 4–1 gewonnen competitieduel tegen Empoli FC. Op 11 februari 2024 debuteerde hij in de UEFA Champions League, bij een 2–1 zege op PSV. In zijn periode bij Juventus FC was Veiga basisspeler, terwijl de club als vierde eindigde in de Serie A.

## Clubstatistieken
| Seizoen         | Club            | Competitie      | Competitie | Competitie | Beker | Beker | Internationaal | Internationaal | Totaal | Totaal |
| Seizoen         | Club            | Competitie      | Wed.       | Dlp.       | Wed.  | Dlp.  | Wed.           | Dlp.           | Wed.   | Dlp.   |
| --------------- | --------------- | --------------- | ---------- | ---------- | ----- | ----- | -------------- | -------------- | ------ | ------ |
| 2022/23         | Sporting CP B   | Liga 3          | 15         | 3          | —     | —     | —              | —              | 15     | 3      |
| 2022/23         | → FC Augsburg   | Bundesliga      | 13         | 0          | 0     | 0     | —              | —              | 13     | 0      |
| 2023/24         | FC Basel        | Super League    | 23         | 2          | 3     | 0     | 0              | 0              | 26     | 2      |
| 2024/25         | Chelsea FC      | Premier League  | 7          | 0          | 3     | 0     | 8              | 2              | 18     | 2      |
| 2024/25         | → Juventus FC   | Serie A         | 13         | 0          | 0     | 0     | 2              | 0              | 15     | 0      |
| Carrière totaal | Carrière totaal | Carrière totaal | 71         | 5          | 6     | 0     | 10             | 2              | 87     | 7      |

Bijgewerkt t/m 9 juni 2025.

## Interlandcarrière
Veiga speelde op 3 september 2021 zijn eerste jeugdinterland, voor Portugal onder 19 tegen België in de EK-kwalificatie. Op 23 september 2022 scoorde hij bij zijn debuut voor Portugal onder 20 in een oefenwedstrijd tegen Italië. Veiga debuteerde op 8 september 2023 in een met 3–0 gewonnen EK-kwalificatieduel tegen Andorra voor Portugal onder 21, waarvoor hij op 13 oktober 2023 voor het eerst scoorde, in een EK-kwalificatiewedstrijd tegen Wit-Rusland. Veiga werd door Roberto Martínez voor het eerst opgeroepen voor het eerste elftal van Portugal voor de wedstrijden tegen Kroatië en Schotland in de UEFA Nations League in september 2024. Op 12 oktober 2024 debuteerde hij in die competitie voor het nationale elftal, als basisspeler in de uitwedstrijd tegen Polen (1–3 winst). Hij kwam op 8 juni 2025 als invaller in actie in de finale van de UEFA Nations League, die door Portugal na een penaltyserie werd gewonnen tegen Spanje.
| Interlands van Renato Veiga voor Portugal | Interlands van Renato Veiga voor Portugal | Interlands van Renato Veiga voor Portugal | Interlands van Renato Veiga voor Portugal | Interlands van Renato Veiga voor Portugal | Interlands van Renato Veiga voor Portugal |
| №                                         | Datum                                     | Wedstrijd                                 | Uitslag                                   | Competitie                                | Goals                                     |
| ----------------------------------------- | ----------------------------------------- | ----------------------------------------- | ----------------------------------------- | ----------------------------------------- | ----------------------------------------- |
| 1                                         | 12 oktober 2024                           | Polen – Portugal                          | 1 – 3                                     | UEFA Nations League A 2024/25             |                                           |
| 2                                         | 15 november 2024                          | Portugal – Polen                          | 5 – 1                                     | UEFA Nations League A 2024/25             |                                           |
| 3                                         | 18 november 2024                          | Kroatië – Portugal                        | 1 – 1                                     | UEFA Nations League A 2024/25             |                                           |
| 4                                         | 8 juni 2025                               | Portugal – Spanje                         | 2 – 2 n.v. (5–3 pen.)                     | UEFA Nations League A 2024/25             |                                           |

Bijgewerkt t/m 9 juni 2025.

## Speelstijl
Veiga kan tijdens een wedstrijd een rol als vleugelverdediger omzetten tot een rol als verdedigende middenvelder. Bij Veiga's komst naar FC Augsburg werden "zijn fysieke eigenschappen, zijn tackelvermogen en zijn sterke linkervoet" geroemd door sportief directeur Stefan Reuter. Bij zijn komst naar FC Basel een half jaar later benoemde trainer Heiko Vogel dat Veiga "lang, fysiek sterk en zeer technisch bedreven" was.

## Persoonlijk
Veiga werd geboren in Portugal en woonde in zijn jeugd ook in Cyprus en Marokko, waar zijn vader Nélson Veiga voetbalde. De carrière van zijn vader motiveerde Veiga om ook zelf te voetballen. Hij spreekt naast Portugees ook Arabisch, Frans, Spaans en Engels.